# 김종호 (1984년)
김종호(金宗鎬, 1984년 5월 31일 ~)는 전 KBO 리그 NC 다이노스의 외야수, 지명타자이자, 현 KBO 리그 창원 다이노스의 외야수비/작전주루코치이다.

## 선수 시절

### 아마추어 시절
건국대학교 2학년 때인 2004년 전국종합선수권대회에서 맹타를 휘두르며 건국대학교를 준우승으로 이끌었고, 11타수 6안타(0.545)로 대회 타격왕에 선정됐다. 2007년 신인 드래프트에서 삼성 라이온즈의 2차 4라운드지명을 받아 입단했다.

### 삼성 라이온즈시절
2007년에 입단하였다. 입대 전까지 1군 경기에 출전하지 못했다.

### 상무 야구단시절
입단 첫 시즌을 마치고 일찌감치 입대하여 병역을 마쳤다.

### 삼성 라이온즈복귀
제대 후 2010년 7월 17일 퓨처스리그 올스타전에서 3타수 2안타, 1홈런, 3타점으로 맹활약하며 MVP를 수상했다. 이듬해 후반기에 들어서야 1군에 처음 올라왔다. 하지만 정형식, 배영섭, 박한이 등이 버티는 외야진에서 더 이상 기회를 얻지 못했다.

### NC 다이노스시절

#### 2013년 시즌
2012년 11월 15일에 전력 보강 선수로 지명돼 이적했고, 당시 감독이었던 김경문이 퓨처스 리그에서 이종욱처럼 발이 빠르고 근성 있는 플레이를 눈여겨 봐 그를 불러들였다.
이적 후 처음으로 전 경기에 출장했다. 4월에는 22경기에서 73타수 17안타, 타율 0.233로 부진했지만 5월 9경기에서 37타수 17안타, 타율 0.459로 맹타를 휘두르며 김경문의 믿음에 보답했다. 10월 2일 넥센 히어로즈와의 경기에서 50도루를 달성했다. 이는 2010년 이후 3년 만에 나온 50도루 기록이었다. 시즌 후 도루왕 타이틀을 차지했다. 12월 5일 '2013 프로야구 스포츠토토 올해의 상' 시상식에 올해의 성취상을 수상했다.

#### 2014년 시즌
7월 24일 한화 이글스와의 경기에서 최영환을 상대로 데뷔 첫 홈런을 기록했다. 7월 31일 KIA 타이거즈와의 경기에서 3사구로 통산 12번째 한 경기 최다 사구를 기록했다. 8월 11일 SK 와이번스와의 경기에서 이상백을 상대로 시즌 2호이자 통산 2호 홈런을 기록했다.
시즌 2할대 타율, 113경기 58득점, 83안타, 2홈런, 25타점, 22도루를 기록했다.

##### 2014년준플레이오프
10월 19일 1차전에서 4타수 2안타, 1타점, 1득점을 기록했다. 10월 22일 2차전에서는 2타수 1안타를 기록했다. 10월 24일 3차전에서는 4타수 1안타, 1볼넷, 1득점을 기록했다. 이 경기에서 이병규의 안타성 타구와 손주인의 타구를 잡아내는 호수비를 보여줬다. 4차전에서는 3타수 1안타, 2볼넷을 기록했다.
- 기록

| 타율  | 경기 | 타수 | 득점 | 안타 | 2루타 | 3루타 | 홈런 | 타점 | 도루 | 도실 | 볼넷 | 사구 | 삼진 | 병살 | 실책 |
| ----- | ---- | ---- | ---- | ---- | ----- | ----- | ---- | ---- | ---- | ---- | ---- | ---- | ---- | ---- | ---- |
| 0.385 | 4    | 13   | 2    | 5    | 0     | 0     | 0    | 0    | 1    | 1    | 3    | 0    | 2    | 1    | 0    |

#### 2015년 시즌
작년 연봉의 27.8%가 오른 1억 1,500만원에 계약했다.
5월 8일 롯데 자이언츠와의 경기에서 레일리를 상대로 시즌 첫 홈런을 기록했다. 전반기에 30도루로 도루 2위를 기록했고, 31도루로 도루 1위를 기록한 박민우와 함께 팀의 뛰는 야구를 이끌었다. 전반기 80경기에 출전해 278타수 89안타, 4홈런, 63득점, 27타점, 30도루, 타율 0.320를 기록했다.
시즌 133경기에 출장해 2할대 타율, 출루율 0.364, 4홈런, 36타점, 41도루로 팀의 2년 연속 포스트시즌 진출에 공헌했다.

##### 2015년 플레이오프
5경기에 출장해 15타수 2안타, 타율 0.133으로 부진했다.
- 기록

| 타율  | 경기 | 타수 | 득점 | 안타 | 2루타 | 3루타 | 홈런 | 타점 | 도루 | 도실 | 볼넷 | 사구 | 삼진 | 병살 | 실책 |
| ----- | ---- | ---- | ---- | ---- | ----- | ----- | ---- | ---- | ---- | ---- | ---- | ---- | ---- | ---- | ---- |
| 0.133 | 5    | 15   | 1    | 2    | 0     | 0     | 0    | 0    | 0    | 1    | 3    | 0    | 3    | 0    | 0    |

시즌 후 11월 10일에 왼손 새끼 손가락 뼛조각 제거 수술을 받았다.

## 야구선수 은퇴 후
2018년부터 대구 중구 애플스 리틀 야구단의 인스트럭터로 활동하다가 2021년부터 강릉영동대학교 야구부의 코치로 활동했다. 2024년부터 창원 다이노스의 외야수비/작전주루코치로 활동한다.

## 배우자
- 박수정 (2014년 ~ 현재)

## 출신 학교
- 서울성수초등학교
- 서울 청량중학교
- 배재고등학교
- 건국대학교

## 경력

### 수상
- 2004년 제 54회 종합야구선수권대회 타격상(11타수 6안타, 0.545)
- 2013년 '프로야구 스포츠토토 올해의 상' 올해의 성취상

## 통산 기록
| 연도 | 팀명  | 타율  | 경기 | 타수 | 득점 | 안타 | 2루타 | 3루타 | 홈런 | 타점 | 도루 | 도실 | 볼넷 | 사구 | 삼진 | 병살 | 실책 | 비고                               |
| ---- | ----- | ----- | ---- | ---- | ---- | ---- | ----- | ----- | ---- | ---- | ---- | ---- | ---- | ---- | ---- | ---- | ---- | ---------------------------------- |
| 2011 | 삼성  | 0.000 | 2    | 1    | 0    | 0    | 0     | 0     | 0    | 0    | 0    | 0    | 0    | 0    | 0    | 0    | 0    |                                    |
| 2012 | 삼성  | 0.250 | 22   | 12   | 3    | 3    | 0     | 0     | 0    | 0    | 1    | 0    | 1    | 1    | 3    | 0    | 0    |                                    |
| 2013 | NC    | 0.277 | 128  | 465  | 72   | 129  | 12    | 7     | 0    | 22   | 50   | 14   | 57   | 17   | 100  | 11   | 1    | 도루 1위, 3루타 3위 / 전 경기 출장 |
| 2014 | NC    | 0.262 | 113  | 317  | 58   | 83   | 11    | 4     | 2    | 25   | 22   | 7    | 19   | 6    | 55   | 4    | 6    |                                    |
| 2015 | NC    | 0.295 | 133  | 424  | 90   | 125  | 16    | 7     | 4    | 36   | 41   | 10   | 44   | 4    | 65   | 11   | 2    |                                    |
| 2016 | NC    | 0.295 | 93   | 122  | 26   | 36   | 2     | 0     | 0    | 7    | 13   | 6    | 14   | 0    | 30   | 3    | 1    |                                    |
| 2017 | NC    | 0.000 | 3    | 2    | 0    | 0    | 0     | 0     | 0    | 0    | 1    | 0    | 0    | 0    | 2    | 0    | 0    |                                    |
| 통산 | 7시즌 | 0.280 | 494  | 1343 | 249  | 376  | 41    | 18    | 6    | 90   | 128  | 37   | 135  | 28   | 255  | 29   | 10   |                                    |

- 도루 기록

| 개수  | 날짜            | 장소 | 소속 팀       | 상대 팀       | 상대 투수 | 기타 |
| 1호   | 2012년 9월 15일 | 대구 | 삼성 라이온즈 | 롯데 자이언츠 | 이정민    |      |
| 50호  | 2013년 9월 30일 | 마산 | NC 다이노스   | KIA 타이거즈  | 박경태    |      |
| 100호 | 2015년 7월 11일 | 목동 | NC 다이노스   | 넥센 히어로즈 | 조상우    |      |
| 150호 |                 |      |               |               |           |      |

## 주요 기록
| 기록                          | 날짜            | 소속팀 | 상대팀 | 상대투수 | 구장 | 기타                                     |
| ----------------------------- | --------------- | ------ | ------ | -------- | ---- | ---------------------------------------- |
| 통산 12번째 한 경기 최다 사구 | 2014년 7월 31일 | NC     | KIA    |          | 마산 | 종전 기록 : 2014년 5월 29일 안태영 3사구 |